# Patricia Roberts Harris
Patricia Roberts Harris, född 31 maj 1924 i Mattoon, Illinois, död 23 mars 1985 i Washington, D.C., var en amerikansk politiker, diplomat och jurist. 
Hon var hälso- och socialminister 1980–1981. 
Hon var den första av sitt kön på den posten i USA.